# Yo-Jin-Bo 大橋隆昌の池袋からこんにちわ
Yo-Jin-Bo 大橋隆昌の池袋からこんにちわ（ようじんぼー おおはしたかまさのいけぶくろからこんにちわ）は、「Yo-Jin-Bo」に関したインターネットラジオ番組。

## パーソナリティー
- 大橋隆昌（岸部孫兵衛）

## 配信曜日など
- 放送期間：2006年7月7日／11日～10月3日
- 配信サイト：番組公式ページ（twofive）/音泉
- 配信日：毎週金曜日/火曜日
- スポンサー：twofive

## ゲスト
- #1（2006年7月7日／11日配信分）ドン・マッコウ (プロデューサー)
- #2（2006年7月14日／18日配信分）高橋広樹 (村雨心ノ介)

## コーナー
- 用心棒一問一答
- 目安箱ブクロ
- 用心棒ヘビーローテーション
- 奥の細道